# Тарговиця (Нижньосілезьке воєводство)
Тарговиця (пол. Targowica) — село в Польщі, у гміні Цепловоди Зомбковицького повіту Нижньосілезького воєводства.
Населення — 186 осіб (2011).

## Демографія
Демографічна структура станом на 31 березня 2011 року:
|          | Загалом | Допрацездатний вік | Працездатний вік | Постпрацездатний вік |
| -------- | ------- | ------------------ | ---------------- | -------------------- |
| Чоловіки | 97      | 15                 | 71               | 11                   |
| Жінки    | 89      | 14                 | 44               | 31                   |
| Разом    | 186     | 29                 | 115              | 42                   |